# 636
Évszázadok: 6. század – 7. század – 8. század
Évtizedek: 580-as évek – 590-es évek – 600-as évek – 610-es évek – 620-as évek – 630-as évek – 640-es évek – 650-es évek – 660-as évek – 670-es évek – 680-as évek
Évek: 631 – 632 – 633 – 634 –  635 – 636 – 637 – 638 – 639 – 640 – 641

## Események

### Közel-Kelet
- Hérakleiosz bizánci császár nagy, sereget gyűjt össze a Szíriát megszálló arabok ellen. Ő maga Antiokheiából követi az eseményeket. Augusztus közepén a hat napos jarmúki csatában a Hálid ibn al-Valíd vezette muszlim arabok döntő vereséget mérnek a számbéli fölényben lévő bizánciakra. A csata eredményeképpen Szíria és Palesztina végleg muszlim kézbe kerül. Jeruzsálem még kitart, de novembertől az arabok ostromzár alatt tartják.
- Ősszel az arabok Mezopotámiában indítanak offenzívát a perzsa Szászánidák ellen és a szíriai csapatok segítségével novemberben a kádiszíjai csatában döntő győzelmet érnek el; hadvezérük, Rosztam Farrohzád halála után a perzsák megfutamodnak. A szászánida főváros, Ktésziphón kivételével egész Mezopotámia arab megszállás alá kerül.
- Egy elpusztított perzsa erődítmény helyén Utba ibn Gazván arab hadvezér megalapítja Bászrát.

### Európa
- Meghal Sisenand vizigót király. Utódjául Chintilát választják. Chintila összehívatja az ötödik toledói zsinatot, ahol eldöntik hogy csak vizigót főnemest lehet királlyá választani és hogy kiátkozással sújtják azt, aki jósoltat a király sorsáról vagy megátkozza őt.
- Meghal Arioald, a longobárdok királya. Utódjául Rothari bresciai herceget választják, aki helyzete megszilárdítása érdekében feleségül veszi elődje özvegyét, Gundebergát.
- Penda merciai király megtámadja Kelet-Angliát. A kelet-angliaiak kérlelik kolostorba vonult volt királyukat, Sigeberhtet hogy vezesse őket és amikor ő ezt megtagadja, erőszakkal viszik a csatamezőre. Vereséget szenvednek és a merciaiak megölik Sigeberhtet, valamint a tényleges kelet-angliai királyt, Ecgricet. Utódjául a királyi dinasztiából származó Annát választják.
- Birinus frank hittérítő megkereszteli Cynegils wessexi király fiát, Cwichelmet, aki azonban még ebben az évben meghal.

### Kína
- Taj-cung császár parancsára elkészülnek a korábbi dinasztiák történetét leíró krónikák, az Északi Csi könyve, a Csen könyve és a Szuj könyve.
- A Pekingtől délre fekvő Csengtingben elkészül a Hszümi pagoda (vagy Nyári pagoda).

## Halálozások
- március 12. – Sisenand, vizigót király
- április 4. - Sevillai Izidor, püspök
- Arioald, longobárd király
- Dervan, szorb fejedelem
- Ecgric, kelet-angliai király
- Rosztam Farrohzád, perzsa hadvezér
- Sigeberht, kelet-angliai király

## Fordítás
- Ez a szócikk részben vagy egészben  a(z)   636 című angol Wikipédia-szócikk ezen változatának fordításán alapul.  Az eredeti cikk szerkesztőit annak laptörténete sorolja fel. Ez a jelzés csupán a megfogalmazás eredetét és a szerzői jogokat jelzi, nem szolgál a cikkben szereplő információk forrásmegjelöléseként.